# NGC 7669
NGC 7669 је ознака објекта на координатама са ректансцензијом 23h 26m 41,7s и деклинацијом - 0° 11" 29'. Открио га је Гаспаре Станислао Ферари, 1865. године. Каснијим посматрањима на том положају није уочен никакав астрономски објекат.